# Rigalamm
Rigalamm är en sjö i Orsa kommun i Dalarna och ingår i Dalälvens huvudavrinningsområde. Sjön har en area på 0,0655 kvadratkilometer och ligger 550,5 meter över havet. Vid provfiske har abborre och öring fångats i sjön.

## Delavrinningsområde
Rigalamm ingår i det delavrinningsområde (683149-143029) som SMHI kallar för Mynnar i Gällsjöbäcken. Medelhöjden är 592 meter över havet och ytan är 3,85 kvadratkilometer. Det finns inga avrinningsområden uppströms utan avrinningsområdet är högsta punkten. Vattendraget som avvattnar avrinningsområdet har biflödesordning 4, vilket innebär att vattnet flödar genom totalt 4 vattendrag innan det når havet efter 446 kilometer. Avrinningsområdet består mestadels av skog (87 procent). Avrinningsområdet har 0,07 kvadratkilometer vattenytor vilket ger det en sjöprocent på 1,7 procent.